# Hydrotaea spinifemorata
Hydrotaea spinifemorata är en tvåvingeart som beskrevs av Huckett 1954. Hydrotaea spinifemorata ingår i släktet Hydrotaea och familjen husflugor. Inga underarter finns listade i Catalogue of Life.